# Los Cafres
Los Cafres est un groupe de reggae argentin. Formé à la fin de 1987, le groupe obtient une reconnaissance au milieu des années 1990 avec la sortie de son premier album, Frecuencia Cafre. Le terme « cafre » vient de l'adjectif en arabe kafir (كافر, kāfir, pluriel كفار kuffār), qui signifie en premier lieu « infidèle » et qui plus tard a changé sa signification pour « véritablement brutal ».

## Biographie

### Débuts (1987-2003)
Le groupe fait ses débuts lorsque Roberto « El Robba » Razul et Adrián Canedo rencontrent Guillermo Bonetto au Parque Rivadavia alors qu'ils cherchaient des disques et  cassettes de reggae, se découvrant ainsi les mêmes intérêts musicaux. Puis ils sont joints aux percussions et instruments à vent par des membres de Los Auténticos Decadentes : Chiflo au saxophone, et Capanga à la trompette. Ils jouent pour la première fois au Funk, un pub exotique situé à l'angle de Santa Fe et Pueyrredón, dans la capitale fédérale, où Guillermo Bonetto jouait de la guitare.
Au cours de janvier 1994, le groupe répète aux studios Del Cielito, et enregistre en février aux studios Tuff Gong à Kingston, en Jamaïque, avec Errol Brown chargé du mixage audio. Puis la même année sort leur premier album studio, Frecuencia cafre. En mars 1994, ils jouent avec Jimmy Cliff au Teatro Gran Rex et le mois suivant avec Los Fabulosos Cadillacs à l'estadio Obras.
En avril 1995, ils sortent leur deuxième album, Instinto, enregistré aux studios Panda de Buenos Aires, et mixé par Jim Fox. Après l'été 1995/1996, ils sortent Instinto Dub, leur troisième album et premier à inclure des rythmes dub. En octobre 1997, leur quatrième album Suena la alarma est enregistré aux studios del Abasto al Pasto.
En 2000, l'album Espejitos est publié. Pour Bonetto : « j'aime bien le nom de Espejitos parce qu'il est lié au morceau [Pirata Colón] qui fait partie de cet album, les miroirs représentent le syndrome de trahison. » Le 19 octobre 2002 sort leur premier album live, Vivo a lo Cafre, 15 años de Reggae Roots.

### Popularité (depuis 2004)
Le groupe accède à la popularité avec la sortie de l'album Quién da más?, en 2004 ; il comprend le morceau Si el amor se cae, qui est diffusé dans toutes les radios et chaînes de musique de l'Argentine.
En 2007, ils publient deux albums indépendants, Barrilete et Hombre simple, avec lesquels ils remportent d'autres succès: Bastará, Loco et Momento. La tournée en soutien à l'album s'effectue dans de nombreuses villes d'Argentine et d'autres pays d'Amérique latine. En novembre la même année, Los Cafres jouent leurs derniers succès à la Fiesta de la Primavera de Santa Teresita, au Partido de La Costa. En 2008, ils sont invités au festival Vive Latino, organisé les 24 et 25 mai à Mexico. En janvier 2009, Los Cafres joue à San Clemente del Tuyú. La même année, ils jouent au Pepsi Music devant 15 000 personnes.
Le 23 septembre 2011, l'album El Paso gigante est publié en Argentine. Son premier single s'intitule Casi q' me pierdo, suivi par Kaos. Ils jouent au Parque Roca de Buenos Aires. En 2012, Los Cafres célèbrent leur 25 ans de carrière jusque durant 2013, jouant notamment au Pérou, Costa Rica, Mexique, et en Équateur. Un autre album sort en 2016 sous le titre Alas canciones.

## Membres
- Guillermo Bonetto - chant
- Claudio Illobre - claviers
- Ivan Mustapich - batterie
- Gonzalo Albornoz - basse
- Manuel Fernández Castaño - saxophone
- Guillermo « Willy » Rangone - trompette
- Victor Raffo - guitare rythmique
- Demian Marcelino - guitare solo

## Discographie
- 1994 : Frecuencia cafre
- 1995 : Instinto
- 1997 : Suena la alarma
- 2000 : Espejitos
- 2003 : Vivo a lo Cafre
- 2004 : ¿Quién da más?
- 2006 : Luna Park (CD+DVD)
- 2007 : Hombre simple
- 2007 : Barrilete
- 2009 : Classic Lover Covers (CD+DVD)
- 2011 : El Paso gigante
- 2013 : 25 años de música
- 2016 : Alas canciones